# Municipio de Union (condado de Ohio)
El municipio de Union (en inglés: Union Township) es un municipio ubicado en el condado de Ohio en el estado estadounidense de Indiana. En el año 2010 tenía una población de 504 habitantes y una densidad poblacional de 16,76 personas por km².

## Geografía
El municipio de Union se encuentra ubicado en las coordenadas 38°58′39″N 84°58′10″O / 38.97750, -84.96944. Según la Oficina del Censo de los Estados Unidos, el municipio tiene una superficie total de 30.07 km², de la cual 29,84 km² corresponden a tierra firme y (0,76 %) 0,23 km² es agua.

## Demografía
Según el censo de 2010, había 504 personas residiendo en el municipio de Union. La densidad de población era de 16,76 hab./km². De los 504 habitantes, el municipio de Union estaba compuesto por el 98,41 % blancos, el 0,6 % eran afroamericanos, el 0,2 % eran asiáticos, el 0,2 % eran de otras razas y el 0,6 % eran de una mezcla de razas. Del total de la población el 0,6 % eran hispanos o latinos de cualquier raza.